# Estación de Villena Alta Velocidad
Villena Alta Velocidad es una estación ferroviaria de alta velocidad situada en el municipio español de Villena en la provincia de Alicante, Comunidad Valenciana. Se encuentra en el punto kilométrico 435 de la línea de alta velocidad Madrid-Levante, a una distancia de 6 kilómetros de la localidad de Villena y a 2,5 kilómetros de la autovía A-31. Esta estación ofrece servicios de alta velocidad a las comarcas alicantinas del Alto y Medio Vinalopó y a la comarca murciana del Altiplano.

## Situación ferroviaria

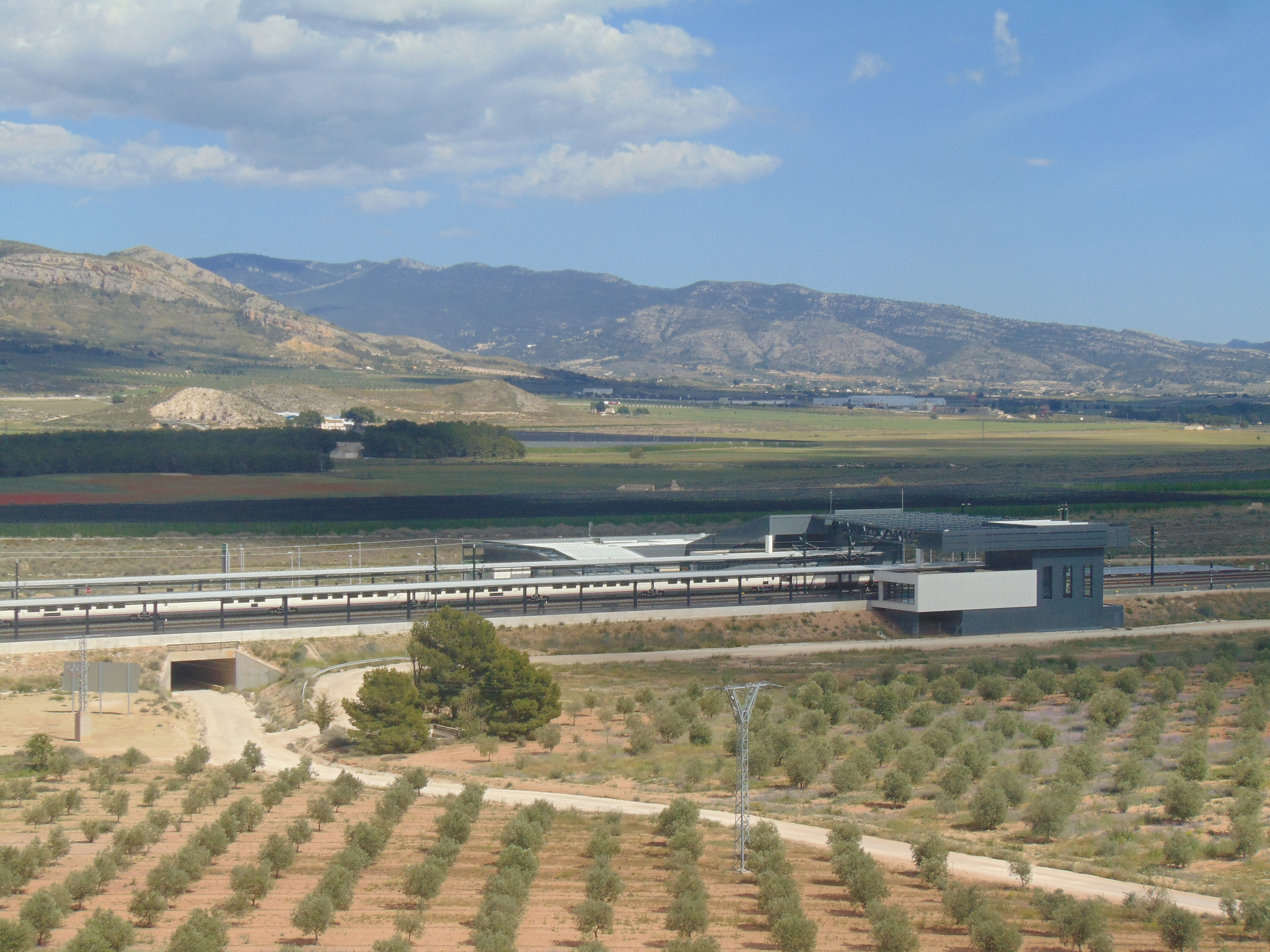
Vista aérea de la estación de Villena AV.

La estación se encuentra en el punto kilométrico 435,5 de la línea férrea de alta velocidad que une Madrid con Alicante.

## Historia
En marzo de 2009, Adif licitó las obras para la construcción de la estación de alta velocidad de Villena.
En septiembre de 2012, Adif adjudicó el contrato de obras de construcción de la nueva estación por un importe de 11,5 millones de euros, con un plazo de ejecución de 12 meses. Las obras de la estación comenzaron en noviembre de 2012 y duraron 7 meses, 5 meses menos de lo previsto inicialmente.
La estación se inauguró el 17 de junio de 2013 con motivo de la inauguración del tramo de alta velocidad Albacete-Alicante. A la inauguración asistieron el Príncipe Felipe de Borbón, el presidente del gobierno Mariano Rajoy y el presidente de la Generalidad Valenciana Alberto Fabra, entre otras autoridades.

## La estación
La estación se encuentra al sur de la ciudad de Villena, en las cercanías de la Colonia de Santa Eulalia. El recinto de la estación ocupa una superficie total de 40 800 metros cuadrados, de los cuales 2500 corresponden con el edificio de viajeros. Esta parte incluye la zona de embarque para los pasajeros, el vestíbulo y una parte de locales comerciales donde se ubican servicios como una agencia de turismo. Además la estación cuenta con un aparcamiento de 300 plazas, con la posibilidad de ampliarse hasta las 600.
Posee infraestructura bioclimática y está dotada de dos andenes de unos 400 metros de longitud y 10 de ancho, con marquesinas y pavimento de material antideslizante. La estación tiene 4 vías de ancho UIC, de las cuales 2 son pasantes y las otras 2 son de estacionamiento. El recinto, además de ser estación ferroviaria, tiene una función de PAET.

## Accesos
En la actualidad se accede a la estación por tres de caminos rurales asfaltados. Desde la autovía A-31, un camino rural que atraviesa la Colonia de Santa Eulalia por una vía pecuaria; desde Villena, el camino de San Juan; y por último, la carretera CV-813, que se ha ampliado para que provisionalmente sea el acceso principal. El proyecto inicial contemplaba construir un ramal directo de la autovía en línea recta que se presupuestó en unos 15 millones de euros, pero la opción está actualmente desestimada.
Asimismo, está conectada con el casco urbano de Villena por taxis de la ciudad.
Desde su inauguración, hasta unos años después, estuvo conectada por autobús con Torrevieja.

## Servicios ferroviarios

### Larga Distancia
Villena cuenta con amplias conexiones de alta velocidad gracias a los trenes AVE que la unen con Madrid, Alicante y Castilla-La Mancha. A dichos trenes hay que unir los Alvia, que la conectan con Castilla y León, Asturias, Cantabria y Galicia. 